# Ernest Dominique François Joseph Duquesnoy
Ernest Dominique François Joseph Duquesnoy, né le 7 mai 1749 à Bouvigny-Boyeffles, dans Pas-de-Calais, mort le 17 juin 1795 à Paris, est un révolutionnaire français.

## Biographie
Fils d'un couple de cultivateurs de Bouvigny, qui tenaient à ferme le domaine de Marqueffles, il sert un temps comme simple soldat dans les dragons. Retourné ensuite à la terre il se marie le 28 juillet 1778 avec Marie-Anne Logez, fermière d'Aix-Noulette, avec laquelle il a quatre enfants, dont un, Joseph, sera moine jusqu'en 1840. Contrairement à ce qu'ont affirmé plusieurs auteurs comme Louis Blanc ou Jules Claretie, il n'a jamais été moine; il l'ont confondu avec un autre des onze enfants de la famille Duquesnoy,. Acquis aux idées nouvelles, il est élu le 30 août 1791, le 7e sur 11, avec 284 voix sur 548 votants, député du Pas-de-Calais à l'Assemblée législative, où il siège à gauche. Patriote ardent, il propose le 10 août 1792 l'arrestation et l'emprisonnement, par mesure de sûreté, de l'ensemble des personnes soupçonnées d'incivisme. Il est réélu par le même département, le 6 septembre suivant, le 3e sur 11, par 655 voix sur 734 votants, à la Convention, où il siège sur les bancs de la Montagne. Lors du procès de Louis XVI, il vote pour la mort sans appel au peuple, ni sursis, et aurait forcé sous la menace son collègue Bollet à voter de même.
Il effectue plusieurs missions dans le Nord et est absent lors de la mise en accusation de Marat et de l'élimination des Girondins, les 31 mai et 2 juin 1793. Il est envoyé à Dunkerque, auprès de l'armée du Nord avec Briez, Carnot, Delbrel, Dubois-Dubais, Duhem, Gasparin et Roux-Fazillac par décret du 4 avril 1793, mission confirmée par décrets du 12 et du 30 avril. Malade, il est remplacé par Méaulle par décret du 20 juin 1793, mais écrit encore d'Arras le 5 juillet. Renvoyé à l'armée du Nord avec Le Bas par décret du 2 août 1793, il se comporte avec un courage remarquable lors des batailles, en particulier à Furnes et à Wattignies (16 octobre 1793), où il charge l'ennemi à la tête des troupes. Il se montre d'une grande sévérité avec les généraux incompétents, qu'il destitue, notamment Chancel et Gratien. Dénoncé devant les Jacobins par Hébert comme ayant entravé les opérations de Jourdan et profité de ses fonctions pour mettre son frère Florent à la tête de l'armée, il est secouru par Robespierre et n'a aucun mal à prouver sa bonne foi. Le 9 novembre, son collègue Nicolas Hentz écrit au Comité: « Je doute que notre collègue Duquesnoy fasse du bien à l'armée. Il a pris un despotisme, un empire qui est insupportable; et je vous déclare ingénument qu'il oublie trop souvent la dignité du caractère de représentant, même envers ses collègues », demandant qu'il soit envoyé à l'armée des Ardennes. Rappelé une première fois, pour raisons de santé, par arrêté du Comité de salut public du 15 pluviôse an II (3 février 1794), puis par lettre du Comité du 30 pluviôse (18 février), il écrit d'Arras le 23 germinal an II (12 avril 1794) qu'il va rentrer à Paris.
Quelques jours après, le 2 floréal (21 avril), un arrêté du comité de salut public l'envoie en mission à l'armée de la Moselle Là, il s'occupe des subsistances et s'efforce de rétablir la discipline, de prévenir et réprimer les pillages. À Metz, il décrète une taxe de 40 000 livres sur les riches de la ville pour être distribuée aux pauvres. La société populaire ayant protesté, le Comité de salut public casse l'arrêté, mais l'argent n'est pas rendu.
Rappelé par le comité de salut public le 23 thermidor (10 août 1794), alors qu'il se trouve à Arras, auprès de l'armée de Sambre-et-Meuse, puis par lettre du Comité du 4 fructidor (21 août), il se retrouve bientôt parmi les Crêtois. Le 22 fructidor (8 septembre), il dénonce une concussion sur les biens nationaux à Béthune et demande que le Comité de législation présente un projet visant à les réserver aux pauvres et à empêcher les riches de les accaparer. Aussitôt, Fayau, avec lequel il s'est sans doute préalablement concerté, donne lecture d'un projet sur ce sujet se proposant d'abolir la misère. Il réussit à faire exclure Tallien du club des Jacobins et roue de coups, sous les yeux de Carnot, Guffroy, qui dépose plainte auprès du Comité de sûreté générale. Quand la Convention ordonne la fermeture du club des Jacobins, le 22 brumaire an III (12 novembre 1794), Duquesnoy, qui se déclare toujours jacobin, mais se résigne à la suspension du club, affirme: « Cet arrêté est impolitique mais, s'il est nécessaire au salut du peuple, je l'appuie ».
Le 1er prairial (20 mai 1795), lors de l'envahissement de la Convention par les insurgés, Duquesnoy intervient pour appuyer la proposition de suspendre le Comité de sûreté générale et fait partie des quatre montagnards nommés membres de la Commission extraordinaire créée pour le remplacer. Accusé, après l'échec de l'insurrection, d'être l'un de ses chefs, il est arrêté et emprisonné au château du Taureau, au large de Morlaix avec sept députés. Ramené à Paris pour comparaître avec eux — sauf Le carpentier — devant la commission militaire, il est condamné à mort, malgré le témoignage favorable de deux collègues, Charlier et Bonneval. Toutefois, reconduit avec ses collègues dans leur cellule, sous la salle du tribunal, où se faisait la toilette des condamnés, il réussit à se suicider d'un coup de poignard, avec Goujon et Romme. Après le prononcé de la sentence, il a écrit à sa femme : « Vous connaissez mon cœur, il fut toujours pur. Je meurs digne de vous et de mon pays pour le salut duquel je n'ai cessé de combattre dès le principe de révolution ».

## Duquesnoy dans la littérature
Ernest Duquesnoy est l'un des personnages importants d'un roman d'Anne Villemin Sicherman "la dernière chance d'Éléonore"

## Source partielle
- Adolphe Robert, Gaston Cougny, Dictionnaire des parlementaires français de 1789 à 1889, Paris, Edgar Bourloton, 1889-1891, tome 2 (de Duprat à Durand de Corbiac), p. 517-518.